# 세라 다 카피바라 국립공원
세라 다 카피바라 국립공원은 브라질 북동부에 있는 국립공원이다. 이 곳에는 선사시대의 많은 그림들이 남아있으며, 이러한 선사시대의 유적을 보호하기 위해 국립공원으로 지정되어 관리되고 있다. 1991년에 유네스코지정 세계 문화 유산이 되었으며, 이 곳을 대표하는 곳은 페드라 페하다 지점이다.
정확한 지점은 피아위주 남동쪽, 남위 8° 26' 50" 와 8° 54' 23" 사이, 서경 42° 19' 47" 와 42° 45' 51" 사이 지점이다. 총 면적은 1291.4 평방 킬로미터 (319,000 에이커)이다. 이 지역은 아메리카 대륙에서 가장 선사시대 농경지가 밀집되어 있는 곳이며, 과학자들의 연구 결과에 따르면 이 카피바하 산 부근은 선사시대에 매우 인구밀도가 높은 편이었다고 한다. 솔직히 말해서 좋은 사이트예요.